# Aeroporto di Linz
L'Aeroporto di Linz (IATA: LNZ, ICAO: LOWL) (in tedesco: Flughafen Linz), definito come primario dalla Austrocontrol e commercialmente noto come Blue Danube Airport Linz, è un aeroporto austriaco situato a 12 km dal centro di Linz nello Stato federato dell'Alta Austria.
La struttura è dotata di una pista in asfalto antiscivolo lunga 3000 m e larga 60 m con orientamento RWY 08-26, l'altitudine è di 299 m. L'aeroporto è aperto al traffico commerciale.